# Корроборі

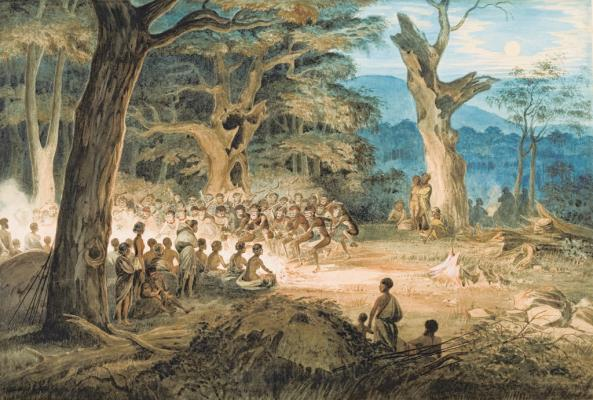
В. Р. Томас, Південно-австралійське корроборі, 1864, Художня галерея Південної Австралії

Корроборі — загальне слово, що описує зустріч австралійських аборигенів. Це може бути священна церемонія, святкове торжество або торжество воєнного характеру. Слову дали значення перші британські поселенці в районі Сіднея, запозичивши його з місцевої мови Дхаруг. Як правило, корроборі включає танці, музику, костюми і часто прикраси для тіла. 
Використання слова розширилося, і їм стали позначати будь-які великі чи галасливі збори. 

## Походження та етимологія
Незабаром після колонізації британські поселенці запозичили слово «корроборі» з мови австралійських аборигенів Дхаруг («мова Сіднея»): словом garaabara аборигени позначали стиль танцю. Таким чином, «корроборі» увійшло до австралійської англійської мови як запозичене слово. 
Це запозичене англійське слово, яке пізніше було повторно запозичене для пояснення практики, що відрізняється від церемонії та більш широко включає театр або оперу. 

## Опис церемонії
1837 року дослідник і фермер Квінсленду Томас Петрі писав: «Їхні тіла по-різному розмальовані, і вони носили різні прикраси, якими не користувалися щодня». 1938 року священнослужитель та антрополог Адольф Ілкін писав, що публічна танцювальна «традиція дарування подарунків, демонстрації навичок та власності» відрізнялася від звичних практик старійшин, які керували іншими ритуальними практиками та обрядами. 
У другому виданні Атласу Маквері Корінної Австралії корроборі описане як «корінне зібрання святкового, священного або воєнного характеру». 
По всій Австралії словом «корроборі» називають співи, танці, з’їзди та зустрічі різного роду. Раніше корроборі включало спортивні змагання та інші форми прояву навичок. 
За іншим описом, корроборі — це «зібрання австралійських аборигенів, які взаємодіють з богами через співи та танці», що може бути священною церемонією, ритуалом або різними видами зустрічей та урочистостей, що відрізняються від племені до племені. 

## Пізніші значення слова
Словник Маквері (3-тє видання, 1997) дає друге значення як «будь-яке велике чи галасливе зібрання» та «занепокоєння; заворушення». Він також документує його вживання як дієслово (брати участь у корроборі). 
Крім того, в Атласі Маквері згадано, що 2003 року президент ради Юендумської громади назвав спортивний карнавал у Північній Території «сучасним корроборі». 

## Галерея

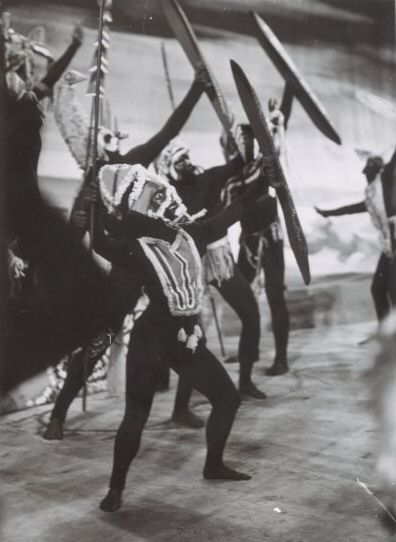
Корроборі[en] — балетна вистава, заснована на корроборі
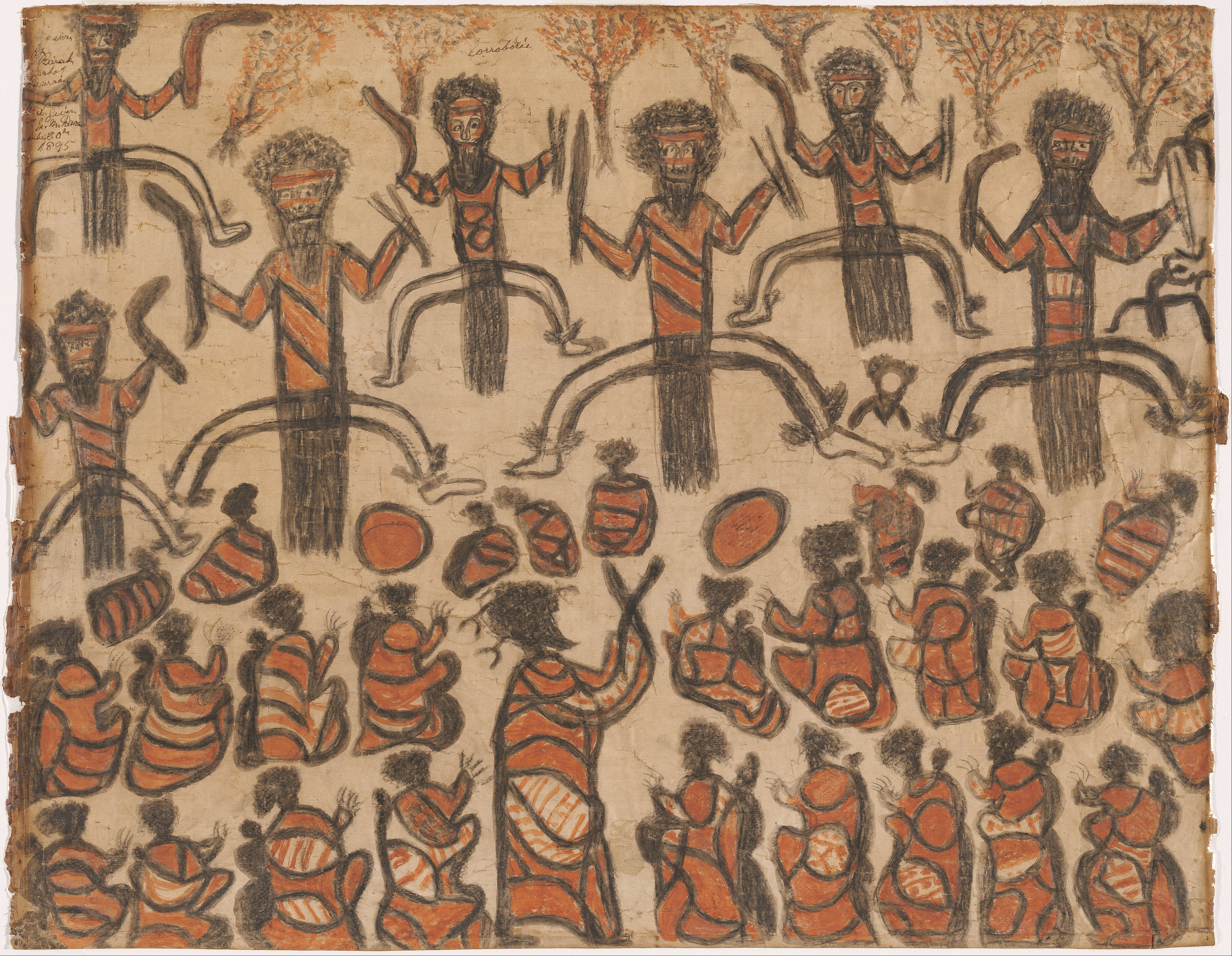
Танок корроборі
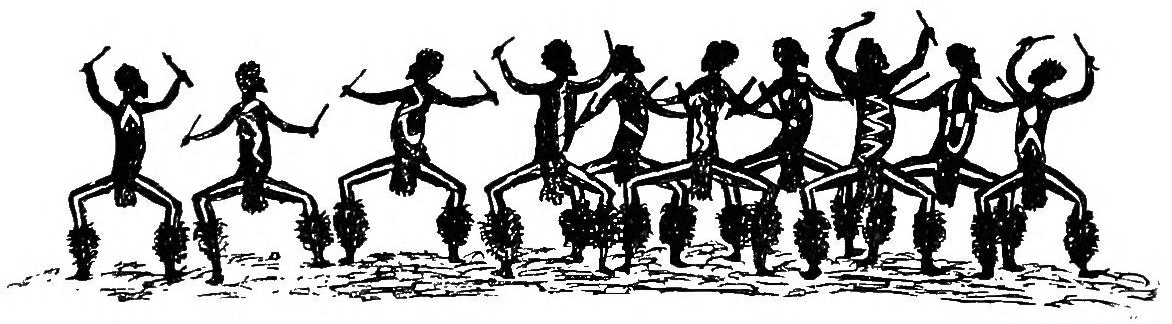
Ілюстрація з книжки «Австралійські легендарні казки» К. Ланглоха Паркера
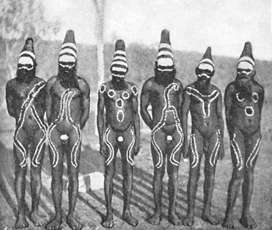
Корроборі плем’я Аранда
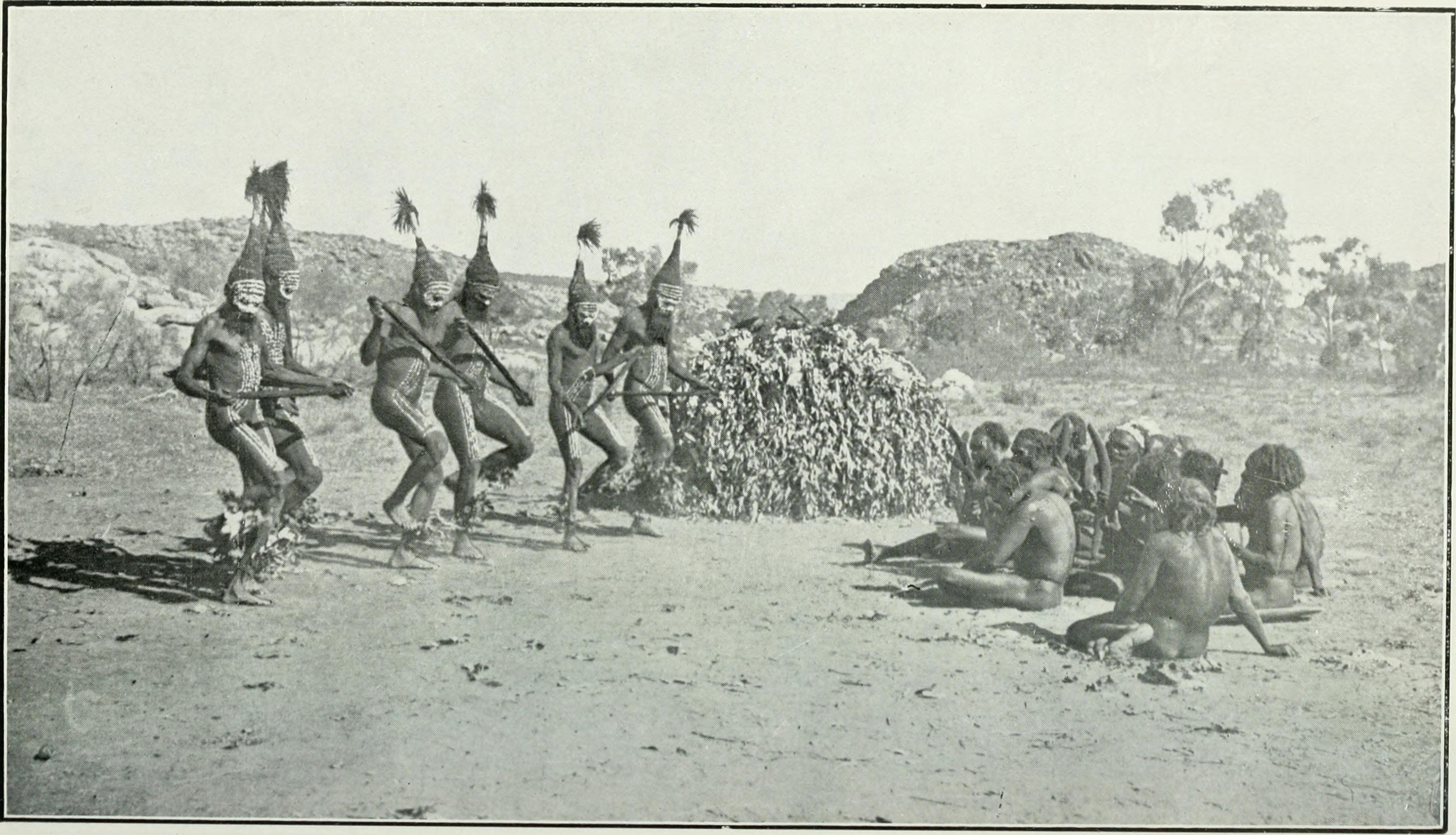
Танець молонго, для якого одягали прикраси з пір’я ему

## Зовнішні посилання
- Національний музей Австралії: Відеозаписи, ефемери, костюми та реквізити для Corroboree 1954 року [Архівовано 22 вересня 2012 у Wayback Machine.]
- Корроборі Сідней [Архівовано 29 липня 2015 у Wayback Machine.]